# Tweede Boerenoorlog
De Tweede Boerenoorlog van 1899 tot 1902 (ook bekend als de Tweede Vrijheidsoorlog, Zuid-Afrikaanse Oorlog of Anglo-Boerenoorlog) was een oorlog tussen enerzijds de Nederlandstalige Boeren van de Zuid-Afrikaansche Republiek (Transvaal) en de Oranje Vrijstaat en anderzijds het Britse Rijk.
De oorlog was het gevolg van jarenlange spanningen tussen de Boeren en de Britten. Hoewel het begon met conventionele oorlogvoering stapten de Boeren na de verovering van hun hoofdsteden over op guerrillatactieken, waarna de Britten terugsloegen met de tactiek van de verschroeide aarde en - als een van de eerste - het grootschalig gebruik van concentratiekampen, waardoor aan de zijde van de Boeren meer dan twintigduizend burgerslachtoffers zijn gevallen, meest vrouwen en vooral kinderen, die onder ellendige omstandigheden in de Britse concentratiekampen stierven.
De strijd wordt wel geschetst als de eerste moderne oorlog, met aan beide kanten moderne wapens: geweren met een magazijn van minimaal vijf patronen en een bereik van (ruim) meer dan een kilometer, die rookloos waren zodat niet zichtbaar was vanwaar geschoten werd. Het werd door waarnemers wel beschreven als een onzichtbare oorlog, waar troepen naar voren oprukten om dan plots dood of gewond neer te vallen, zonder in het oog lopende oorzaak. Een harde les was dat militairen geen blinkende of fel afstekende kentekenen konden dragen zonder onmiddellijk letterlijk een mikpunt te worden. De Britten verloren in het begin buitenproportioneel veel officieren, totdat deze leerden hun kleding aan te passen.
Lessen die te leren waren (voor wie wilde leren) omvatten het gegeven dat artillerie-beschietingen op troepen die in kolommen oprukken heel effectief zijn, dat artillerie-beschietingen op geprepareerde stellingen (zoals loopgraven) vrijwel zinloos zijn (eerder contraproductief, een waarschuwing: "he, ze gaan aanvallen"), dat frontale aanvallen op geprepareerde stellingen zeer veel menslevens kostten, en dat de tijd van de cavalerie-charge met de lans wel voorbij was (behalve onder zeer bepaalde omstandigheden). Later bleek tijdens de Eerste Wereldoorlog dat veel officieren deze lessen niet geleerd hadden, met alle gevolgen van dien.
Ook maakte deze oorlog deel uit van de achtergrond voor de Eerste Wereldoorlog: ze veroorzaakte in Europa een sterk anti-Britse stemming. Ook het Britse besluit om Duitse passagiersschepen aan te houden en op militaire voorraden te doorzoeken zette kwaad bloed (er werd overigens niets gevonden). Het Duitse Keizerrijk besloot om de Duitse marine te verdubbelen in gevechtssterkte.
De oorlog resulteerde in een pyrrusoverwinning voor het Verenigd Koninkrijk en betekende het einde van de onafhankelijke Boerenrepublieken. Ondanks alles geldt deze oorlog in het Verenigd Koninkrijk niet zozeer als een schandvlek, maar juist als een hoogtepunt van het Britse Rijk. Toen Groot-Brittannië een beroep deed op haar koloniën trokken deze samen op, schouder aan schouder.

## Voorgeschiedenis

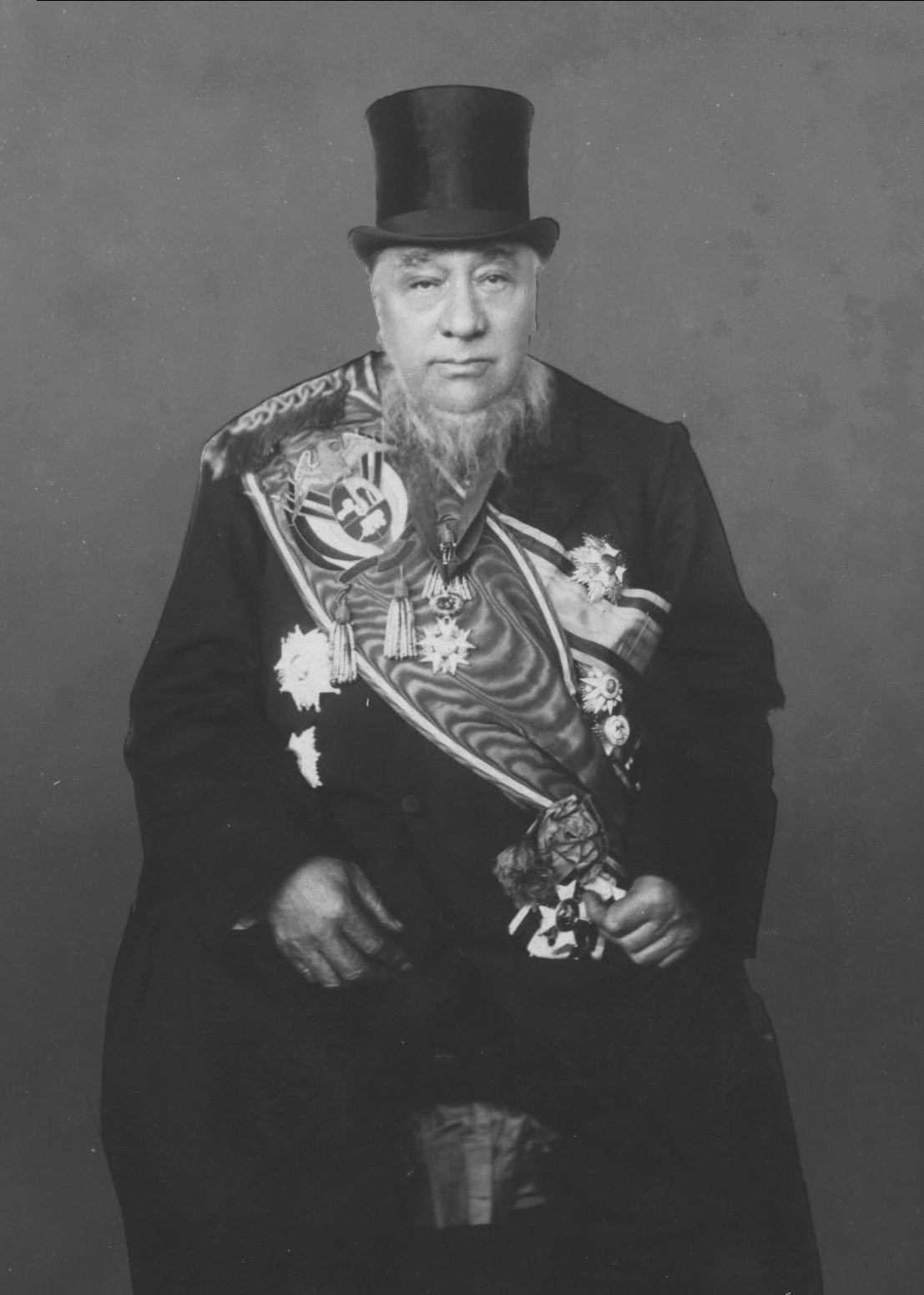
Paul Kruger, staatspresident van de Zuid-Afrikaansche Republiek

Boeren is de benaming voor afstammelingen van Nederlandse kolonisten (Afrikaners) die naar het noorden migreerden in de Grote Trek om aan de Britse heerschappij over de Kaapkolonie te ontkomen. Na de stichting van vele Boerenrepublieken bleven er uiteindelijk twee grote staten over: de Zuid-Afrikaansche Republiek (Transvaal) en Oranje Vrijstaat. Het Verenigd Koninkrijk had ondertussen al de kust van Zuid-Afrika in zijn bezit en zat midden in de Wedloop om Afrika.
Het langetermijnprobleem voor de Britten was dat ze Kaapstad nodig hadden als strategische haven (net als Gibraltar), maar dat er niet veel reden voor Britten was om zich in zuidelijk Afrika te vestigen. Het grootste deel van de kolonisten bestond uit "Boeren", terwijl de eigenlijke bevolking (die de overgrote meerderheid vormde) zwart was. Na 1834 was slavernij in Britse gebieden verboden (de reden dat een deel van de Afrikaners naar nieuwe gebieden vertrok, de Grote Trek), waarna de positie van de zwarte bevolking een punt werd van politieke zorg. Voor zowel de eigenlijke (zwarte) bevolking als voor het machtsevenwicht zagen de Britten het daarom als noodzakelijk om de Boeren kort te houden.
In de Britse politiek waren afwisselend diverse partijen aan de macht, met diverse opvattingen over hoe om te gaan met de koloniën. Het idee om veel geld te gaan investeren in een kolonie was bij niemand populair. Na de vondst van diamanten in Kimberley veranderde de financiële situatie: zuidelijk Afrika was niet langer arm.
In 1877 annexeerde het Verenigd Koninkrijk het failliete Transvaal van president Thomas François Burgers. Het idee was om naar voorbeeld van Canada een federatie van republieken onder Britse hegemonie te vormen, en dit was in 1877 bijna gelukt. Maar een wisseling van de Britse regering leidde tot een verandering van plan en de Eerste Boerenoorlog. De eerste slag werd gewonnen door Transvaal, en vóór het Britse leger de tegenaanval kon inzetten werd vrede gesloten. De republiek werd weer onafhankelijk verklaard, hoewel onder de suzereiniteit van de Britten.

### Goud
In 1885 werd in Transvaal bij Witwatersrand goud gevonden in een kilometerslange ertslaag. Hiermee verschoof ook het financiële zwaartepunt: de Britse Kaapkolonie was niet langer het rijkste deel van zuidelijk Afrika. De lucratieve mijnbouw trok een grote stroom van niet-Boerse immigranten (uitlanders) aan. De nieuwelingen werden niet met open armen ontvangen door de Boeren, die vreesden een minderheid in eigen land te worden. Zo ontstond een opmerkelijk demografische situatie: de Kaapkolonie bleef Brits maar met kolonisten die in meerderheid van Afrikaner-afkomst waren, terwijl Transvaal wel Boers bleef, maar nu met kolonisten die in meerderheid niet van Boerenafkomst waren (grotendeels Brits).
Engelse mijneigenaren (de gold bugs, goudkevers) oefenden druk uit om de regering van Transvaal over te nemen vanwege de voor hen nadelige monopolies op dynamiet en de kosten van de diepe goudmijnen. De kwestie van de politieke rechten van de uitlanders – wanneer ze stemrecht zouden krijgen voor de Volksraad – werd hoog opgespeeld. Aangezien de uitlanders het merendeel van 's lands belastingen betaalden wilden zij ook iets over de begroting te zeggen hebben (no taxation without representation). De Britten zetten in op stemrecht na vijf jaar verblijf; Kruger hield vast aan veertien jaar, maar ging later terug tot negen jaar, en nog weer later naar zeven jaar, daarbij wel steeds meer aanvullende voorwaarden stellend.
In hoeverre de uitlander-kwestie werkelijk de reden tot oorlog was (of enkel een excuus; de uitlanders waren eigenlijk nauwelijks geïnteresseerd in iets anders dan goudwinning) blijft een kwestie van debat. Alfred Milner wilde graag dat de Britten de wedloop om Afrika zouden winnen, en daarbij stonden de Boeren in de weg. Ook Cecil Rhodes speelde in vele capaciteiten (onder andere als eigenaar van de Zuid-Afrikaanse kranten) een rol.
Schermutselingen en hard optreden van de Transvaalse politie (de ZARP) leidden tot schandalen als de zaak-Edgar (het "voetsak"-incident) waarbij de politie in Johannesburg een Engelsman doodschoot, die van moord verdacht werd. De publieke opinie in Engeland werd bewerkt met berichten dat de uitlanders als heloten mishandeld werden.

### Jameson Raid
In 1896 steunde Cecil Rhodes een mislukte staatsgreep, de Jameson Raid; deze was eigenlijk bedoeld als ondersteuning van een opstand in Johannesburg, maar toen deze uitgesteld werd besloot Jameson om het zelf maar in zijn eentje te doen. In reactie greep de regering in Pretoria fel in in Johannesburg. Nadat de bevolking (de uitlanders) zich (daartoe opgeroepen) ontwapend had, werden velen gearresteerd en veroordeeld, waarbij sommigen tot de dood veroordeeld werden (deze mochten zich later vrijkopen). Hierdoor werden de verhoudingen met de uitlanders echter niet beter.
In Transvaal leidde de mislukking van de Jameson Raid tot grote populariteit van Kruger, die dan ook herkozen werd. Op zijn beurt leidde dit weer tot een vertraging van hervormingen (Kruger was zeer conservatief). Wel werd door de Jameson Raid aan Kruger duidelijk hoe zwak de strijdkrachten eigenlijk waren. Hij kocht moderne geweren, Mausergeweren (het Mauser Gewehr 88) en artillerie in, van Krupp en uit le Creusot (niet zoveel artillerie als hij wilde, door binnenslandse obstructie); de republiek had geld genoeg, door de goudwinning. Ook werden zo de banden met Frankrijk en Duitsland verder aangehaald.
Ook zocht Transvaal toenadering tot Duits Zuidwest-Afrika, wat de Britten niet konden toestaan. Dit was een van de vele kleine stappen die zouden leiden tot het grote conflict tussen beide wereldmachten, de Eerste Wereldoorlog.

#### Britten
De Britse regering beschouwde de Jameson Raid als blamage. De regering stelde een onderzoek in, maar benoemde de te onderzoeken bewindspersoon (Chamberlain) in de onderzoekscommissie. Verder werd van de twee personen die het contact tussen Chamberlain en Rhodes hadden onderhouden er één bereid gevonden de schuld op zich te nemen (uit vaderlandsliefde); de ander overleed op een geschikt moment.
De Britse publieke opinie zag het anders. Voor de Britten telde zwaar dat de Duitse Keizer na de Jameson Raid een telegram aan Kruger gestuurd had om zijn steun uit te spreken. De Britse publieke opinie vond dit een provocatie en schaarde zich achter Jameson die tot held werd uitgeroepen.

### Conferentie van Bloemfontein
Alfred Milner, de Britse gouverneur voor Zuid-Afrika, onderhandelde met Paul Kruger en diens minister Jan Smuts op het station van Bloemfontein over de Britse eisen voor versneld stemrecht voor de uitlanders van onder meer Johannesburg. Milner liet met opzet de onderhandelingen mislukken, waarschijnlijk tegen de wil van de Engelse Minister van Koloniën Joseph Chamberlain. Kruger merkte op: "U wilt mijn land."

### Milner (volgens Pakenham)
Na uitvoerige studie van overlevende (en gedeklassificeerde) documenten van de overheid, dagboeken van direct betrokkenen, persoonlijke correspondentie, etc voor zijn boek The Boer War kwam de historicus Pakenham tot de conclusie dat de oorlog niet uitgebroken zou zijn zonder Milner. Pakenham constateerde grote verschillen tussen wat er achter de schermen gebeurde en wat er in het openbaar gebeurde. Hij vindt het duidelijk dat Milner een hoofdrol speelde in het veroorzaken van een oorlog die noch de Britten, noch de Boeren gewild hadden.
Milner was aangesteld als gouverneur van de Kaapkolonie, en was voorstander van uitbreiding van het Britse Rijk. Dat kon in zuidelijk Afrika op twee manieren: door het inlijven van de Boerenrepublieken of door politieke veranderingen, te beginnen met stemrecht voor de Uitlanders.
In 1898 had Milner al toestemming gevraagd om een crisis te mogen organiseren, die de aanleiding zou kunnen worden om te mogen ingrijpen. Minister Joseph Chamberlain weigerde, maar Milner begreep dat zolang het buiten het zicht van de regering gebeurde, ver weg in zuidelijk Afrika, dat de zaak anders lag. Milner begon te plannen (hij had een groot netwerk in het Brits overheidsapparaat) en overleg te voeren met industriëlen (van de goudindustrie, de zogenaamde gold bugs).
Voorafgaand aan Bloemfontein had Milner al te kennen gegeven dat, linksom of rechtsom, het Britse Rijk in de toekomst aan de touwtjes zou moeten trekken in Transvaal: Kruger moest onder druk gezet worden om concessies doen op het gebied van het stemrecht van de Uitlanders (zodat uiteindelijk Britse onderdanen aan de macht zouden komen, die immers in de meerderheid waren), of er zou oorlog komen. Het politiek dier Kruger zag de conferentie als een onderhandeling waarbij hij langzaamaan concessies zou doen om zo de vrede te handhaven zonder al te veel toe te geven. Op dag drie kwam hij met een eerste voorstel.
Milner kreeg visioenen van een pakket van cosmetische concessies dat al met al niets betekende, maar niet meer te weigeren was zonder gezichtsverlies, en brak de onderhandelingen af. Hij vroeg aan het Britse ministerie van defensie om troepen en nieuwe officieren. Het plan was dat deze op korte termijn zouden dienen om Kruger onder druk te zetten, en voor de lange termijn zich konden voorbereiden op een eventuele oorlog. Milner was overtuigd dat het Britse Rijk een overweldigende militaire dreiging vormde.
Het plan was een eerste macht van tienduizend man naar zuidelijk Afrika te verschepen, met op de achtergrond een oefening van nog eens vijfendertigduizend man in Engeland, met de dreiging ook deze te verschepen naar zuidelijk Afrika. De Britse legerleiding ging ervan uit dat, omdat de Boeren geen regulier leger hadden, zij een offensief van hooguit drieduizend man konden bewerkstelligen, en dat ze eerder gehinderd zouden worden door de artillerie die ze gekocht hadden (immers groot en lastig te verplaatsen) dan dat ze daar voordeel van zouden hebben. Voor opperbevelhebber Wolseley was een korte oorlog precies wat het Britse leger nodig had om in vorm te komen.
Milner drong telkens aan op het sturen van de tienduizend militairen. Tegen het Britse kabinet hield hij vol dat Kruger onmiddellijk volledig zou instorten en op alle punten zou toegeven zodra hij enige militaire macht tegenover zich zag. Tegen zijn Zuid-Afrikaanse medewerkers gaf hij aan dat zodra Kruger enige militaire macht tegenover zich zag deze zonder meer tot oorlog zou overgaan, en dat Kruger deze niet kon winnen.
Het verschil tussen wat de Britten eisten en wat de Boeren boden was gering. Dat ze niet tot overeenstemming kwamen lag deels aan achterdocht (Kruger dacht dat Chamberlain, na de Eerste Boerenoorlog en de Jameson Raid nu bezig was met een derde poging Transvaal in te pikken, en Chamberlain dacht dat Kruger alleen bezig was met afleidingsmanoevres) en deels aan het gegeven dat het contact tussen beiden vooral via Milner liep, die tot de conclusie was gekomen dat oorlog de enige oplossing was.
Achteraf gaf Milner aan dat hij makkelijk een oorlog had kunnen voorkomen, maar dat dit het Boeren-vraagstuk alleen naar de toekomst verschoven had, en dat de Boeren tegen die tijd sterker zouden zijn. Voor Milner was de zorg niet het vermijden van een oorlog, maar of de oorlog niet te laat zou komen.
Milner onderhield nauwe banden met de gold bugs, die gedurende de oorlog ook financiële bijdragen leverden en op diverse kritische tijdstippen met geld over de brug kwamen om de zaak warm te houden. Tekenend is dat na het terugveroveren van de mijnen in Witswaterrand zo'n beetje de eerste actie van het nieuwe Britse bestuur was om de lonen van zwarte arbeiders fors te verlagen, wat uiteraard de kosten van de mijnen sterk drukte, en de winsten van de gold bugs verhoogde. Een andere actie was het afschaffen van het monopolie op dynamiet dat Kruger had verleend op voorwaarde dat er plaatselijke fabrieken zouden komen (zodat Transvaal voor explosieven en munitie niet afhankelijk zou zijn van het buitenland). Deze kostenverlaging had een politieke dimensie: als de kosten van het winnen van goud zouden dalen, zou dit allicht extra Britse kolonisten aantrekken, wat dan weer de bevolkingssamenstelling in het voordeel van de Britten zou beslissen. Uiteindelijk werd Milner ook vanwege de mijnen gedwongen om af te treden. De mijnen konden niet genoeg zwarte arbeiders aantrekken (immers, te lage lonen) en de mijneigenaren wilden daarom Chinezen importeren. Milner wist daar toestemming van de Britse overheid voor te krijgen, maar alleen op voorwaarde dat de Chinezen (in tegenstelling tot de zwarte arbeiders) niet geslagen zouden worden. Toen bleek dat de Chinese arbeiders door de racistische Britse mijneigenaren toch geslagen werden was Milners positie onhoudbaar: hij trad af.

## Oorlog

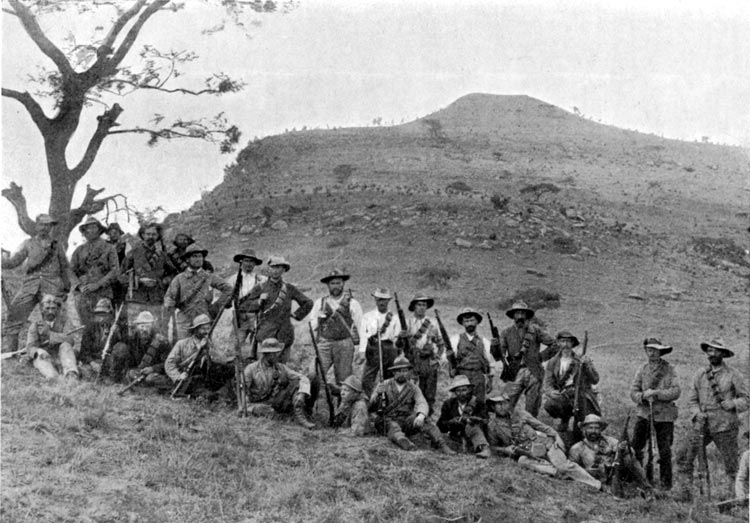
Boerencommando's bij Spionkop

### Uitbreken
Op 8 september 1899 verstuurden de Britten 10.000 soldaten richting Natal en op 22 september nog eens 47.000 man. Dit was de aanleiding voor een ultimatum van de Volksraad en Kruger – precies zoals Milner gehoopt had. De Britten werden beschuldigd van schending van het Verdrag van Londen van 1884 over de onafhankelijkheid van Transvaal. Groot-Brittannië moest arbitrage toestaan, zijn troepen van de grenzen terugtrekken, recente versterkingen terugtrekken en geen verdere troepen laten landen. De Engelsen reageerden niet. Na het verstrijken van het ultimatum op 12 oktober 1899 deelden de Boeren de eerste slag uit. Tussen oktober 1899 en januari 1900 vielen ze de Kaapkolonie en Natal binnen.

### Strategische situatie

#### Britten
De Britse generaal Redvers Buller, titulair commandant van de uit te sturen hoofdmacht, was halverwege 1899 aangewezen als beoogd commandant in zuidelijk Afrika. Hij was bekend met de Boeren en voor hem was de strategische situatie helder. In het oosten (Natal) lagen bergketens en was het terrein geschikt voor de verdediging, met de Tugela als natuurlijke verdedigingslijn. In het westen (Oranje Vrijstaat) was het terrein relatief vlak, en geschikt voor een grootschalig offensief. In juli en augustus benadrukte Buller voortdurend dat de uit te zenden tienduizend niet mochten optrekken voorbij de Tugela. Als de tienduizend de lijn van de Tugela hielden, kon de hoofdmacht zonder problemen door Oranje Vrijstaat optrekken. Strategisch was de situatie eenvoudig (mits Oranje Vrijstaat meedeed aan de oorlog). Buller werd echter overal buiten gehouden: het commando werd pas effectief op het ogenblik dat hij in zuidelijk Afrika aan wal stapte. Hij mocht zelfs niet zijn eigen officieren kiezen (behoudens zijn persoonlijke staf).
Voor Buller was duidelijk dat de tienduizend niet genoeg zouden zijn; hij wilde snel ook de hoofdmacht versturen. Het Britse Ministerie van Defensie constateerde dat ze geld konden besparen door de hoofdmacht een maand later te sturen (dit liep uit naar zes weken) en handelde daar naar. Later bleek dat deze vertraging (bijna) desastreus was.

#### Boeren
De Boeren hadden nauwelijks een strategisch doel: de enige echte kans voor de Boeren was het bezetten van de havensteden om zo het landen van Britse troepen te verhinderen. Of de strijdmacht van de Boeren geschikt was voor het innemen van steden is zeer de vraag, en ook of het geheel onmogelijk was voor de Britten om troepen te landen zelfs als de Boeren de havensteden in handen hadden gekregen. De kans om de havensteden in handen te krijgen duurde niet lang; al gauw landden steeds meer Britse troepen.

### Tactische (begin)situatie
Bij de toenmalige stand van de techniek was de logistiek voor de grote afstand afhankelijk van schip en trein: in zuidelijk Afrika lagen enkele spoorwegen, maar in een lage dichtheid en met beperkte capaciteit (enkelspoor). Voor de rest was men afhankelijk van rij- en trekdieren: paarden, ezels, muilezels en ossen.
Voor de communicatie over wat langere afstand was de telegraaf beschikbaar, die zelfs verbinding met Londen en andere Europese hoofdsteden bood. Het was uiteraard mogelijk plaatselijk een lijn door te knippen om de communicatie voor de vijand moeilijker te maken.

#### Britten
De Britten hadden veel geoefende troepen, maar deze hadden alleen ervaring met gevechten met plaatselijke bevolkingen, die niet met moderne wapens uitgerust waren. De Britten waren bewapend met het nieuwe Lee-Metford geweer (de voorloper van de Lee-Enfield, het standaardgeweer van de Britten in de Eerste Wereldoorlog), een geweer met een magazijn van tien patronen, met rookloze ammunitie. Hiermee kon snel achter elkaar gevuurd worden, met een groot bereik. De tactiek van de Britse troepen was nog niet op dit geweer aangepast. De Britten waren gewend aan geweren zonder magazijn, met een lager tempo van vuren; met zulke wapens was het gunstig om de manschappen schouder aan schouder te laten optrekken (zeker als de tegenstanders geen vuurwapens hadden), om op deze manier zo geconcentreerd mogelijk vuur te kunnen uitbrengen. Tegen een vijand die ook moderne wapens had was dit uitermate ongunstig omdat manschappen die schouder aan schouder stonden vooral ook een geweldig doelwit waren, waarbij treffers resulteerden in veel slachtoffers.
De Britten hadden verder Maxim-machinegeweren, maar deze hadden de neiging te blokkeren, zodat deze een beperkte rol speelden.
De Britten hadden moderne artillerie, van kanonnen die per muilezel vervoerd kon worden, via bereden artillerie en veldgeschut tot scheepskanonnen. Artillerie speelde vaak een belangrijke rol, maar de tactieken waren ook daarop niet optimaal aangepast. Tegen ingegraven Boeren had de Britse artillerie eigenlijk niet veel effect.
De Britten hadden enkele pantsertreinen, maar al snel bleek dat deze heel kwetsbaar waren.
Bij gelegenheid zetten de Britten een observatieballon in, die een rechtstreekse telefoonverbinding met de grond had.
Naarmate de oorlog vorderde hadden de Britten bovendien steeds meer bereden infanterie (veelal afkomstig uit de koloniën), wat voor een grotere mobiliteit zorgde. In de oorlog was eigenlijk weinig gelegenheid voor echte cavalerie-actie (bij Elandslaagte was de Britse cavalerie dodelijk, maar dat was een uitzondering).
Grote hinderpaal voor de Britten was de afwezigheid van gedetailleerde kaarten, zodat troepen vaak verdwaalden of dat plannen halverwege op een onverwachte realiteit strandden.

#### Boeren
Het is enigszins de vraag of wat de Boeren hadden eigenlijk wel "troepen" mocht heten. De Boeren waren georganiseerd in Boerencommando's: informele groepen uit dezelfde gemeenschap. De Boeren kenden slechts één type oorlogvoering, waarin ze goed geoefend waren vanwege voortdurende actie tegen de zwarte bevolking: agressief verkennen te paard, het innemen van tactisch belangrijke heuvels, zich ingraven en dan het vijandelijk offensief breken. Mocht de vijand doorbreken of de positie omsingeld raken dan snel te paard terugtrekken. De Boeren waren dus alle bereden infanterie. De logistiek werd geïmproviseerd, en er waren altijd problemen met discipline. Tijdens de oorlog bleek dat commandanten orders niet altijd volgden en de manschappen vaak geneigd waren om weer naar huis te gaan.
De Boeren waren uitgerust met Mauser geweren, het nieuwe Gewehr 88 (de voorloper van het Gewehr 98, het standaardgeweer van de Duitsers in de Eerste Wereldoorlog), een geweer met een magazijn van vijf patronen, met rookloze ammunitie. Hiermee kon snel achter elkaar gevuurd worden, met een groot bereik. Hoewel de Boeren van jongs af vertrouwd waren met geweren (en deze ook te paard konden gebruiken) was het niet zo dat ze veel slachtoffers maakten door nauwkeurigheid, maar veeleer door de hoeveelheid vuur die ze konden uitbrengen. Waar de Britten zich in open formatie opstelden (met grote afstand tussen de manschappen) vielen weinig slachtoffers.
De Boeren hadden een beperkte artillerie-eenheid; de reden dat er in de oorlog niet genoeg artillerie was lag in het gegeven dat commandant Joubert zich verzet had tegen het bestellen van meer kanonnen dan hij op dat moment kon bemannen met artilleristen. Ook was de munitie niet optimaal: de Boeren hadden slechts één type granaten besteld (zodat ze niet konden variëren, afhankelijk van de situatie). Bovendien ontploften de granaten niet altijd (mogelijk omdat de grond te zacht was, of vanwege onvoldoende ervaring met het instellen van de granaten) en waar ze wel ontploften richten ze niet altijd veel schade aan. Wel hadden de Creusot kanonnen (door de Britten Long Toms genoemd) meer bereik dan de Britse artillerie (de Britten reageerden door scheepskanonnen aan te voeren).
De Boeren hadden niet veel last van ontbrekende kaarten omdat zij het terrein beter kenden (soms heel goed), en zelfs waar zij buiten hun eigen land opereerden konden zij vaak rekenen op steun van de plaatselijke bevolking (voor een groot deel Afrikaners), zodat zij goed voorzien werden van inlichtingen.

### Eerste maanden: successen voor de Boeren
De eerste maanden van de oorlog waren succesvol voor de Boeren (de Britten hadden weinig manschappen in zuidelijk Afrika). Onder aanvoering van Joubert trokken de Boeren op: ze bezetten een strook van 160 km in de Kaapkolonie, terwijl ze in Natal optrokken tot aan de Tugelarivier.
De belangrijke steden Mafeking (verdedigd door troepen onder aanvoering van Robert Baden-Powell) en Kimberley (waar Cecil Rhodes aanwezig was) werden Britse eilanden in een door de Boeren gedomineerd gebied. Na Britse tactische overwinningen (bij Talana Hill en Elandslaagte) en Britse tactische nederlagen (tegenaanval bij Ladysmith) werden de tienduizend man, die zich niets hadden aangetrokken van het strategische plan van Buller, in Ladysmith afgesneden en belegerd.
In Natal nam generaal Botha het bevel over. Hij was benoemd als tweede man voor generaal Joubert. Na de overwinning bij Ladysmith was hij de initiator van een verder offensief. Met Joubert en zo'n vijftienhonderd Boeren was hij de Tugela overgestoken en had in Natal de befaamde overval op de pantsertrein uitgevoerd waarmee Winston Churchill zich vervoerde. Bij dat offensief was Joubert van zijn paard gevallen en gaandeweg nam Louis Botha het bevel over.
Terug aan de andere kant van de Tugela wist hij (met steun van de afscheid nemende Joubert) de Boeren te overtuigen de rivier te verdedigen. Veel Boeren hadden liever de verder weg liggende kopjes verdedigd; ook was het te verdedigen front langs de rivier rijkelijk lang voor de beschikbare troepen. Het centrale punt van Botha's plan was de brug bij Colenso die hij speciaal intact gelaten had, opdat de Britten exact daar zouden aanvallen.

#### Buller
Toen de Britse generaal Buller in zuidelijk Afrika aankwam was daar algemene paniek. De tienduizend waren verslagen en opgesloten in Ladysmith. De verdedigingslinie van de Tugela was onbemand; wat er was aan Britse troepen werd belegerd, in de Kaapkolonie heerste de vrees dat de plaatselijke Boeren in opstand zouden komen. Buller zag zich genoodzaakt om de troepen die net aankwamen te splitsen, en nam zelf het commando over het moeilijkste deel, het front van Natal. Dit betekende wel dat er niemand was die het algehele commando over zuidelijk Afrika voerde. Kennelijk had Buller erop gerekend snel resultaat te boeken in Natal, om daarna weer het algehele commando op zich te nemen.
Het "makkelijke" deel, de aanval richting Oranje Vrijstaat liet hij over aan Lord Methuen, die oprukte (onder andere Slag bij Belmont), maar niet heel vlotjes (Slag bij de Twee Rivieren) en toen vastliep (Slag bij Magersfontein). Generaal Gatacre werd een deel van het front in het midden toevertrouwd, maar zijn optreden bij de Slag bij Stormberg liep uiteindelijk niet goed af (met iets betere communicatie aan Britse kant was het anders afgelopen).
Bij Colenso had Buller dus exact de omgekeerde situatie als gepland. Het terrein was geschikt voor de verdediging, maar de tienduizend die aangewezen waren voor de verdediging waren elders. En niet alleen waren ze niet op hun plaats, om de Tugela te verdedigen, maar ze werden belegerd in Ladysmith, waar ze gered moesten worden. In plaats van een deel van de oplossing waren ze dus een deel van het probleem. Buller zag zich geconfronteerd met de situatie die hij de vijand toegewenst had: een aanval over de Tugela, een natuurlijke verdedigingslinie.
Bij gebrek aan betrouwbare kaarten, en zonder staf, behoudens de vier die zijn directe staf vormden (bij aankomst in Afrika had Buller zijn staf verspreid om de diverse gaten te vullen), besloot Buller om de rivier bij Potgieter over te steken, op ruime afstand van Colenso waar de Boeren hem zeker opwachten. Voor hij de operatie in gang kon zetten bereikte hem het nieuws over Magersfontein en Stormberg. Nu durfde hij zijn troepen niet meer zover van de spoorlijn (zijn logistieke verbindingslijn) te verwijderen. Het werd toch de directe aanval op Colenso die hij zo hard had geprobeerd te vermijden.
De Slag bij Colenso op zich hield niet zo veel in: de Britten vielen op drie punten aan, en toen dat op alle drie punten slecht verliep brak Buller de aanval af, met relatief lichte verliezen (minder dan vijf procent van de beschikbare troepen). Niettemin geldt dit als de derde ramp in wat bij de Britten bekend staat als de Black Week en bij de Afrikaners als de "Triomfweek" (10 december; Stormberg; 11 december: Magersfontein; 15 december: Colenso. In deze periode verloren de Britten 7.000 man en behaalden geen enkel strategisch resultaat.
Later probeerde Buller de Tugela linie meer naar het westen te doorbreken. Bij de Slag bij Spionkop werd het gewenste gat in de verdedigingslinie geslagen, maar de Britten realiseerden zich dat niet, en trokken zich terug.

### Tweede fase: grootschalige aanvoer Britse troepen
In de publieke opinie was Colenso een omslagpunt. Het Britse volk besefte ineens dat de oorlog ernst was en niet binnenkort voorbij zou zijn (men had gehoopt vóór Kerstmis). Dat de rest van Europa zich pro-Boer betoonde, maakte ook dat de Britse publieke opinie plots heel patriottisch werd. Het Britse volk had al een halve eeuw geen echte oorlog meegemaakt. Nu had het Britse Rijk de grootste expeditiemacht uit haar geschiedenis uitgestuurd tegen twee van de kleinste landen ter wereld, en met welk resultaat? Honderden doden, duizenden gewonden en duizenden Britse militairen die zich overgegeven hadden! Tijd voor verandering.
Na de Black Week werd het commando gewisseld. Buller hield het commando in Natal, maar het opperbevel kwam bij Lord Roberts. Het Britse leger was verdeeld in twee facties: de 'Afrikaanse' factie onder Wolseley en de 'Indische' factie onder Roberts. In 1899 was Wolseley nog opperbevelhebber maar was niet meer in goeden doen na een ziekte twee jaar eerder: hij wilde eigenlijk met pensioen maar dat kon niet omdat dan Roberts (van de andere factie) zijn opvolger zou worden. Buller behoorde bij de Afrikaanse factie en had duidelijk niet genoeg resultaat geboekt: het was tijd voor iemand van de Indische factie. Als tweede man werd de populaire Lord Kitchener meegestuurd.
Ook werden veel versterkingen aangevoerd. Er ontstonden meteen problemen: Roberts en Kitchener meenden dat omdat Buller slechte resultaten geboekt had hij vast iets fout deed, en besloten het anders te doen. De logistiek was tot dan toe georganiseerd op de 'Afrikaanse' manier, dat wil zeggen decentraal, dus werd besloten dit te veranderen naar de 'Indische' manier, dat wil zeggen centraal. Deze verandering midden in de oorlog resulteerde in een logistieke ramp.
Een verdere complicatie was de situatie in Kimberley. Kimberley was een niet al te grote stad georganiseerd rond de De Beers diamantmijn. Voor het beleg begon was wel een Brits garnizoen aangekomen, maar dat was heel klein. Het dominante kenmerk van de situatie was de aanwezigheid van Cecil Rhodes. Enerzijds leverde hij een grote bijdrage aan de verdediging van de stad, uit de voorraden en werknemers van De Beers diamantmijn (zo werd ter plaatse een kanon geïmproviseerd, en werden daarvoor granaten gefabriceerd), maar anderzijds vond hij dat hij de baas was, en dat de militaire staf een soortement gemankeerde werknemers waren. Toen Roberts eenmaal in zuidelijk Afrika aangekomen was schreeuwde Rhodes moord en brand: als de stad niet vlot ontzet werd zou hij de stad overgeven aan de Boeren. Roberts zag zich genoodzaakt zijn hele cavalerie naar Kimberley te sturen, ook al had hij die eigenlijk elders dringender nodig. Op zich lag de cavalerie weinig in de weg om Kimberley te bereiken, maar tegen hoge kosten. De paarden waren per schip aangevoerd en nog niet bijgekomen van de scheepsreis, ze waren al helemaal niet geacclimatiseerd in zuidelijk Afrika en bovendien waren de berijders niet gewend aan de omstandigheden in zuidelijk Afrika, zodat ze niet wisten hoeveel rust en water de paarden nodig hadden. Toen de cavalerie-eenheid in Kimberley aankwam waren er zoveel paarden dood, of op stervens na dood, dat hooguit een derde van de eenheid verder inzetbaar was.
Niet lang nadat Roberts de cavalerie naar Kimberley gestuurd had zette hij met de infanterie een groot offensief in richting Bloemfontein, de hoofdstad van Oranje Vrijstaat. Daarbij werd een groot voorraadconvooi verloren aan een actie achter de linies door Christiaan de Wet, zonder dat Roberts een poging deed om het terug te veroveren. Niettemin werd zover opgerukt dat Cronjé zich gedwongen voelde zich terug te trekken uit de stellingen bij Magersfontein, en werd ingesloten bij Paardeberg. Aldaar werd hij (zinloos) aangevallen door Kitchener, op de bekende manier, met zware verliezen tot gevolg (Bloody Sunday). De volgende dag werd Kitchener afgelost door Roberts, waarna de Britse aanval niet hervat werd. Na een beleg van een week gaven de Boeren en Cronjé zich over en werden zo'n vierduizend krijgsgevangenen naar Sint-Helena afgevoerd.
(Rond dezelfde tijd wist Buller in Natal met nieuwe tactieken de linie van de Tugela te doorbreken en Ladysmith te ontzetten).
Op 13 maart nam Lord Roberts Bloemfontein in. Aldaar nam hij de tijd om zich te herbevoorraden en nam hij de beslissing de overgebleven strijdkrachten van Oranje Vrijstaat met rust te laten. Hij ging ervan uit dat als hij beide hoofdsteden veroverde de oorlog gewonnen was. Het ontzet van Mafikeng op 18 mei 1900 leidde tot uitbundige vieringen (mafficking) in Engeland. Op 5 juni nam Roberts Pretoria in, de hoofdstad van Transvaal. Niet zoveel later verklaarde hij dat de oorlog gewonnen was, en liet zich aflossen door Kitchener.

### Derde fase: asymmetrische oorlogvoering
Toen Kitchener het opperbevel overnam zag hij zich geconfronteerd met een oorlog die dan wel gewonnen was, maar nog niet afgelopen. Een deel van de overblijvende eenheden Boeren verschool zich in geïsoleerde gebieden; een ander deel bleef doorgaan met aanvallen her en der, zoals die eerder al uitgevoerd waren door generaal Christiaan de Wet. Daarbij werd niet geaarzeld om de Britse koloniën in te trekken, in de hoop dat de plaatselijke bevolking zich bij de Boeren zou aansluiten, maar dit gebeurde niet.
Leiders van de Boeren in dit stadium waren Christiaan de Wet, Smuts, Botha, De la Rey, President Steyn, Hertzog, Kritzinger en anderen. De term guerrilla werd toentertijd als beledigend ervaren door Christiaan de Wet, die het een scheldnaam noemde. Volgens hem kon Groot-Brittannië zich nooit het recht aanmatigen om de Transvalers en Vrijstaters 'guerrilla's' te noemen omdat Groot-Brittannië de regeringen van de Boerenrepublieken meermaals erkend had bij traktaten. De Britten suggereerden zo namelijk dat de Britse regering regulierder en rechtmatiger was dan de regering van de Boerenrepublieken, guerrilla's zijn immers 'ongeregelde troepen'.
In 1901 probeerde Kitchener onderhandelingen te voeren met de Boerenleiders, in de hoop een vredesverdrag te kunnen tekenen; deze onderhandelingen mislukten. Kitchener gaf de schuld hiervoor aan Milner, die geen amnestie wilden verlenen aan inwoners van de Britse koloniën die meegedaan hadden met de Boeren (het ging om enkele honderden gevallen).

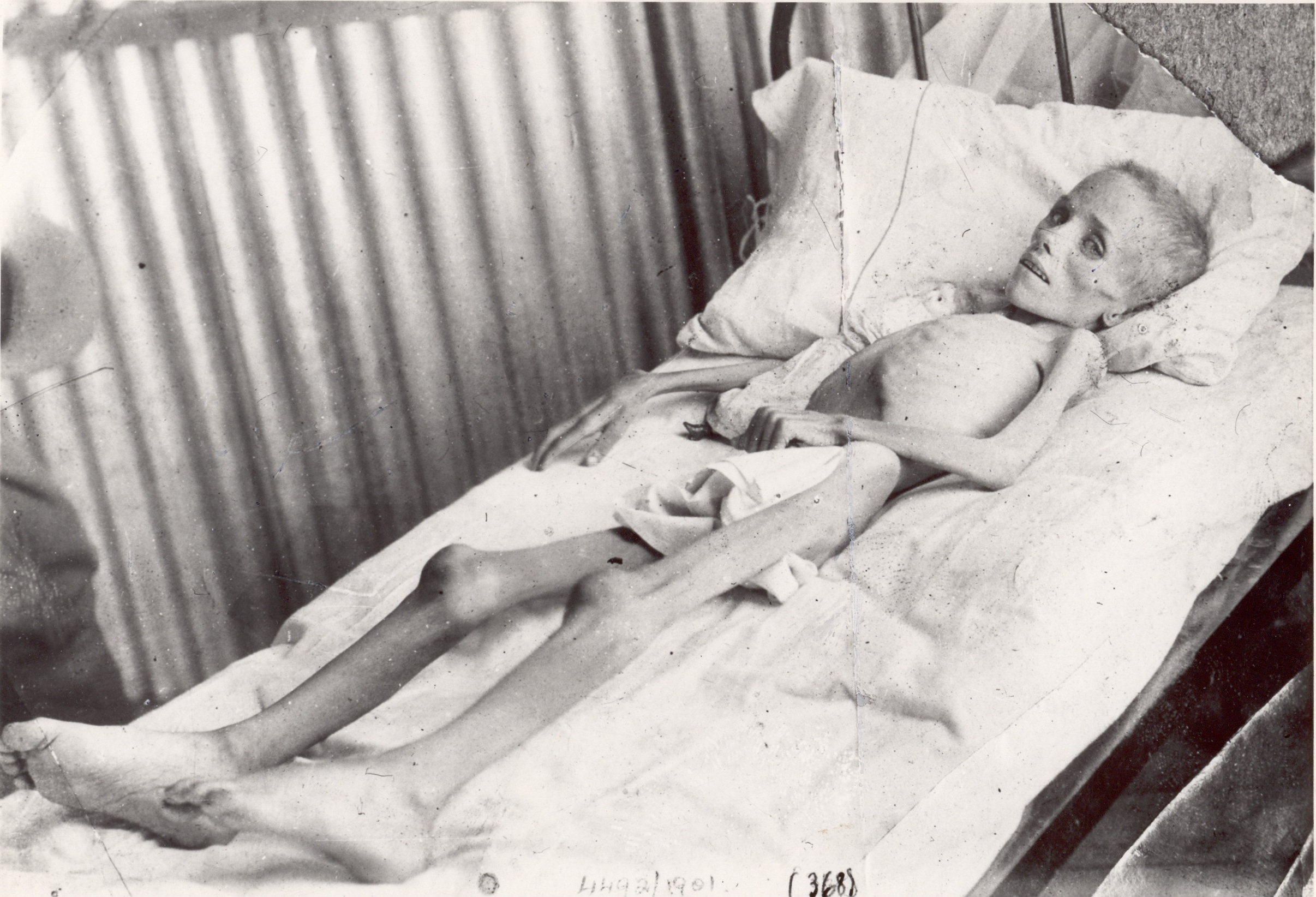
Concentratiekampslachtoffer Lizzie van Zyl

Ondertussen ging Kitchener niet alleen door met het platbranden van boerderijen dat al door Roberts gedaan werd (nominaal alleen van boerderijen die steun aan de Boeren gaven, maar bewijs werd makkelijk gevonden), maar werden vrouwen en kinderen in concentratiekampen ondergebracht. Dit waren zowel vrouwen en kinderen die door de Boerenleiders van hun boerderij gejaagd waren omdat hun mannen zich aan de Britten overgegeven hadden als vrouwen en kinderen waarvan de boerderij door de Britten platgebrand was vanwege (mogelijke) steun aan de Boeren. Kitchener nam een algemeen besluit om hen in kampen onder te brengen, en het moest vooral goedkoop (de oorlog was al duur genoeg). Om van de vrouwen en kinderen af te komen stelde Kitchener voor hen naar hun mannen, dan wel vaders, te sturen (in kampen in St. Helena en Ceylon), maar dat mocht niet van de Britse regering (te duur).
In de praktijk waren de omstandigheden in de kampen gruwelijk, al verschilde het van kamp tot kamp. Dankzij de Engelse Emily Hobhouse werd een officiële commissie uitgezonden onder leiding van Millicent Fawcett (die alleen uit regeringsgezinde vrouwen bestond). Het rapport van deze commissie bevestigde de waarnemingen van Emily Hobhouse en was vernietigend. Hierna verbeterde de situatie en begonnen de sterftecijfers terug te lopen. Geschat wordt dat er in de concentratiekampen onder de Boeren 27.927 vrouwen en kinderen gestorven zijn (van wie 22.074 onder de 16 jaar) en 20.000 inheemse Afrikanen
Het lijkt erop dat militair gezien dit platbranden van boerderijen niet erg effectief was; het wegnemen van alleen paarden had al een even groot effect, omdat de Boeren voor hun mobiliteit afhankelijk waren van paarden. Kitchener voerde door Transvaal heen een systeem van honderden kilometers van blokhuizen en prikkeldraad in om de guerrillero's in hun bewegingen te beperken. Ook beschikte Kitchener over een steeds beter informatie-systeem dat alle boerencommando's opspoorde en volgde.
In december 1901 stopte Kitchener met de toevoer van vrouwen en kinderen naar de concentratiekampen. Dit zette de Boeren extra onder druk omdat het land zo ver "verschroeid" was dat vrouwen en kinderen buiten de kampen het vanaf dan slechter hadden dan in de verbeterde kampen. Dit droeg ertoe bij dat een tweede vredespoging van Kitchener in 1902 wel lukte op bijna dezelfde voorwaarden als de poging van een jaar eerder (de amnestie voor inwoners van de Britse kolonieën die meegedaan hadden met de Boeren was nu wel inbegrepen; zij verloren alleen hun kiesrecht). Andere factoren die bijdroegen waren de steeds oplopende verliezen en de vele Boeren die besloten hadden om mee te vechten aan Britse kant.

## Verdrag van Vereeniging
De laatste Boeren (de bittereinders) gaven zich over in mei 1902 en de oorlog eindigde met het Verdrag van Vereeniging in diezelfde maand. De strijd had het leven gekost aan 7000 Boeren in de strijd en ongeveer 28.000 Boerenvrouwen en kinderen in de concentratiekampen, plus ca. 20.000 mensen van inheemse afkomst. Er kwamen 22.000 Britse soldaten om door strijd en vooral ziekte (onder meer tyfus). De kosten aan Britse kant waren opgelopen tot 200 miljoen pond.
De overeenkomst maakte een eind aan het bestaan van de Zuid-Afrikaansche Republiek en de Oranje Vrijstaat als Boerenrepublieken en bracht ze binnen het Britse Rijk, als respectievelijk de Transvaalkolonie en de Oranjerivierkolonie. De Boeren ontvingen 3 miljoen pond als compensatie en de belofte dat ze ooit zelfbestuur zouden krijgen. Met de bepaling dat de politieke rechten van niet-blanken pas na zelfbestuur geregeld zou worden, werd de basis voor de apartheid gelegd.
In de oorlog vochten 2000 Nederlandse, Duitse, Scandinavische, Franse, Vlaamse, Russische, Ierse, Poolse, Italiaanse en Oostenrijkse vrijwilligers als strijders aan de Boerenkant.

### Overig
De oorlog leidde niet alleen tot menselijke drama's. Geschat wordt dat aan Britse zijde zo'n driehonderdduizend paarden om het leven kwamen; het Britse ministerie van defensie geeft aan dat er in de oorlog meer dan vierhonderdduizend paarden, ezels en muilezels zijn opgebruikt. Deze werden onder andere bereden tot ze er dood bij neervielen, of opgegeten bij een beleg. De gemiddelde verwachte levensduur voor een paard in Britse dienst was zes weken vanaf aankomst in zuidelijk Afrika.

## Boerenkrijgsgevangenen in Zuid-Afrika en daarbuiten
De eerste grote groep krijgsgevangenen die door de Britten werden meegenomen, bestond uit degenen die gevangen waren genomen tijdens de Slag om Elandslaagte op 21 oktober 1899. Aanvankelijk werden deze krijgsgevangenen vastgehouden op troepentransportschepen in Simonsbaai totdat de krijgsgevangenenkampen in Kaapstad en Simonstad waren voltooid. In totaal zouden er tijdens de oorlog in Zuid-Afrika zes krijgsgevangenenkampen worden opgezet. Naarmate het aantal groeide, besloten de Britten dat ze niet wilden dat ze lokaal werden bewaard. De gevangenneming van 4000 krijgsgevangenen in februari 1900 was een belangrijke gebeurtenis, die de Britten deed beseffen dat ze niet alle krijgsgevangenen in Zuid-Afrika konden onderbrengen. De Britten vreesden dat ze zouden kunnen worden bevrijd door sympathieke lokale bewoners. Bovendien hadden ze al moeite met het bevoorraden van hun eigen troepen in Zuid-Afrika en wilden ze niet de extra last van het sturen van voorraden voor de krijgsgevangenen. Groot-Brittannië koos er daarom voor om veel krijgsgevangenen naar het buitenland te sturen.
Tijdens de oorlog werden vervolgens ongeveer 31 krijgsgevangenenkampen opgezet in de Britse koloniën in het buitenland. De eerste overzeese kampen (buiten het Afrikaanse vasteland) werden geopend in Sint-Helena, waar uiteindelijk ongeveer 5000 krijgsgevangenen werden opgenomen. Ongeveer 5000 krijgsgevangenen werden naar Ceylon gestuurd. Andere krijgsgevangenen werden naar Bermuda en India gestuurd.
In totaal werden bijna 26000 Boerenkrijgsgevangenen naar het buitenland gestuurd.

## Oranje Vrijstaat
Er was een aparte rol weggelegd voor Oranje Vrijstaat. De Britten hadden geen politieke problemen met het bestuur van Oranje Vrijstaat (er was toentertijd nog geen goud gevonden, er waren nauwelijks uitlanders, geen uitlander probleem, en er was een "normaal" bestuur) dat zich dus makkelijk buiten de oorlog had kunnen houden. Oranje Vrijstaat had eigenlijk niets te winnen bij deelname aan een oorlog.
Militair strategisch was Oranje Vrijstaat wel van belang omdat het relatief vlak was en dus heel geschikt voor grootschalige militaire operaties. Als Oranje Vrijstaat niet bij de oorlog betrokken was geweest waren de Britten verplicht geweest via Natal de aanval op Transvaal te doen, wat vanwege het terrein veel zwaarder was geweest (zoals gebleken was in de Eerste Boerenoorlog). Britse militairen haalden opgelucht adem toen bleek dat Oranje Vrijstaat meedeed aan de oorlog.
Iets anders was dat Kruger vroeg in september al besloten had dat oorlog onvermijdbaar was. Op dat ogenblik lag er een plan klaar voor een aanval die tot de kuststeden zou leiden. Als die bezet konden worden was aanvoer van troepen door de Britten heel moeilijk geworden. Op dat ogenblik hadden de Britten slechts enkele duizenden manschappen in heel zuidelijk Afrika zodat dit plan grote kansen op een totale overwinning bood. Kruger wilde graag gezamenlijk optrekken met Oranje Vrijstaat zodat alles ruim een maand uitgesteld werd totdat er politieke overeenstemming met president Steyn was. Tegen die tijd waren de tienduizend extra troepen geland, en was de gouden kans verkeken. Militair strategisch werd de oorlog dus tweemaal verloren door de deelname van Oranje Vrijstaat.
De strijdmachten van de beide Boerenrepublieken opereerden gescheiden. Zo werd bij het beleg van Ladysmith overlegd en besloten de Boeren van Oranje Vrijstaat hun eigen plan te laten trekken. In de eerste helft van de oorlog hadden de Boeren van Oranje Vrijstaat een matige reputatie als strijders. Bij de Slag bij de Twee Rivieren was het een contingent uit Transvaal dat het verschil maakte, en een contingent uit Oranje Vrijstaat dat onder de druk bezweek en zich terugtrok. Dit laatste contingent stond onder leiding van Prinsloo, die daarna uit functie ontheven werd. Een contingent onder leiding van Christiaan De Wet opereerde op dat ogenblik al achter de linies, en vertraagde het Britse offensief.
Van de andere kant, toen het Britse tegenoffensief beide hoofdsteden veroverd had, en de Boeren in Transvaal volkomen ontmoedigd raakten, waren het de leiders in Oranje Vrijstaat (President Steyn en Christiaan De Wet) die de oorlog wilden voortzetten en de Boeren in Transvaal weer moed inpraatten. Bij de onderhandelingen in 1902 in Vereeniging waren het de leiders van Oranje Vrijstaat die omgepraat moesten worden om akkoord te gaan met de vrede.

## Nasleep in Nederland en Vlaanderen
De Boeren kregen tijdens de oorlog diplomatieke steun vanuit Nederland en Vlaanderen. Ook koningin Wilhelmina zette zich in voor de Boeren. Na de oorlog werden er ter herinnering aan de strijd een aantal monumenten opgericht en zijn er in een aantal steden Transvaalbuurten gesticht, waarin vele straatnamen vernoemd zijn naar prominente Boeren tijdens de oorlog.